# Халуагхат (подокруг)
Халуагхат (бенг. হালুয়াঘাট, англ. Haluaghat) — подокруг на севере Бангладеш в составе округа Маймансингх. Образован в 1916 году. Административный центр — город Халуагхат. Площадь подокруга — 356,07 км². По данным переписи 1991 года численность населения подокруга составляла 242 339 человек. Плотность населения равнялась 681 чел. на 1 км². Уровень грамотности населения составлял 22,8 %. Религиозный состав: мусульмане — 89,21 %, индуисты — 5,04 %, христиане — 5,65 %, прочие — 0,1 %.